# Tony Oliva
Tony Pedro Oliva est un joueur cubain né le 20 juillet 1938 à Pinar del Río ayant joué pour les Twins du Minnesota de 1962 à 1976 au poste de champ droit puis de frappeur désigné à partir de 1973.
Il est Recrue de l’année en 1964 et a participé au Match des étoiles huit saisons d’affilées de 1964 à 1971. Il est le premier joueur à démarrer sa carrière avec la meilleure moyenne au bâton de la ligue américaine deux fois d’affilée.
Il est élu au temple de la renommée en 2022.

## Carrière

### 1961 – 1963
Il signe pour les Twins du Minnesota en 1961. Il fait ses débuts le 9 septembre 1962 face au Tigers de Detroit quand il remplace Frank Sullivan au bâton en neuvième manche. Il est retiré sur prise par Bob Humphreys. Il obtient son premier coup sûr lors de la victoire des Twins sur les Indians de Cleveland le 14 septembre. Il ne joue que 16 matchs entre 1962 et 1963.

### 1964
Oliva joue sa première saison en tant que joueur partant en 1964. Il frappe son premier circuit le 18 avril 1964 contre les Senators de Washington. Il termine la saison avec le meilleur total en coups sûrs des Ligues Majeures avec 217, son plus haut en carrière, et obtient la meilleure moyenne au bâton de la Ligue Américaine avec une moyenne de ,323 en 161 matchs joués. Il participe au match des étoiles pour la première fois, remporte le titre de recrue de l’année et termine 4 du vote du joueur par excellence, remporté par Brooks Robinson.

### 1965
En 1965, Oliva est sélectionné pour la deuxième fois au match des étoiles. Il conclut la saison avec 185 coups sûrs et une moyenne au bâton de ,321, menant pour la deuxième fois consécutive ces deux catégories en Ligue Américaine. Il devient le premier joueur à démarrer sa carrière à remporter deux fois d’affilés le titre de meilleure moyenne au bâton.
Les Twins du Minnesota remportent la ligue Américaine et rencontre les Dodgers de Los Angeles en Série Mondiale. Lors du match 4, Tony Oliva frappe un circuit face au lanceur Don Drysdale, son seul circuit dans les Séries mondiales dans sa carrière.
Oliva termine deuxième au vote de Joueur par excellence derrière son coéquipier Zoilo Versalles.

### 1966
Le 9 juin 1966, Oliva frappe un des cinq circuits frappés par les Twins en une manche, devenant la première équipe en ligue américaine avec 5 circuits ou plus en une manche. Oliva est de nouveau sélectionné pour le match des étoiles.
Il termine la saison avec le plus grand nombre de coups sûrs en ligue Américaine pour la troisième fois consécutive et remporte un gant doré pour ses performances défensives au poste de champ droit. Il finit sixième du vote de joueur par excellence, remporte par Frank Robinson.

### 1967 – 1969
Oliva est sélectionné pour le match des étoiles en 1967, 1968 et 1969.
Le 29 juin 1969, lors d’un programme double contre les Royals de Kansas City, Oliva frappe huit coups sûrs consécutifs, terminant le premier match avec 3 coups sûrs en 4 passages au bâton et 5 sur 5 dans le deuxième match. Il finit la saison avec 197 coups sûrs, meilleur total de la ligue américaine et une moyenne au bâton de ,309.

### 1970
Tony Oliva est de nouveau sélectionné au match des Etoiles.
Il termine la saison avec le meilleur total de la ligue Américaine en coup sûrs avec 204 pour la cinquième et dernière fois et une moyenne au bâton de ,325. Oliva finit deuxième au vote de joueur par excellence derrière Boog Powell des Orioles de Baltimore.

### 1971
Oliva démarre la saison 1971 en frappant 101 coups surs avec 18 circuits et 49 points produits avec une moyenne de ,375 au 29 juin. Néanmoins, il se blesse au genou droit dans un match à Oakland contre les Athletics le même jour. Il est sélectionné pour son huitième et dernier match des étoiles mais n’y participe pas. Il continue mais ne frappe que ,288 jusqu’à la fin de la saison avec 63 coups surs et 4 circuits.
Il termine la saison avec la meilleure moyenne au bâton de la ligue américaine avec ,337 et termine dixième au vote de joueur par excellence remporté par le lanceur des Athletics d’Oakland Vida Blue.

### 1972-1976
Il ne joue que dix matchs en 1972 à la suite de sa blessure.
À partir de 1973, Tony Oliva évolue au poste de frappeur désigné, poste créé cette année-là en ligue Américaine. Le 6 avril 1973, face aux Athletics d’Oakland, il frappe le premier circuit pour un frappeur désigné aux dépens de Catfish Hunter. Il finit la saison 1973 avec une moyenne au bâton de ,291 et 16 circuits.
En 1976, Oliva démarre sa dernière saison en tant que frappeur suppléant. Il ne joue donc que 67 matchs. Il frappe son dernier coup sûr le 19 septembre 1976 contre les Angels de Californie et joue son dernier match le 29 septembre 1976 face aux Rangers du Texas.
Il totalise 1917 coups sûrs dont 220 circuits et 947 points produits pour une moyenne au bâton de ,304 dans sa carrière.

## Après carrière
Tony Oliva devient entraineur pour les Twins du Minnesota.
Il fait partie du staff des Twins lors des victoires aux Séries mondiale en 1987 et 1991, d’abord en tant qu’entraineur des frappeurs puis en tant instructeur sur le banc.

## Honneurs
Le 14 juillet 1991, les Twins du Minnesota retirent son numéro 6.
Le 8 avril 2011, une statue en son honneur est dévoilée au Target Field.
Il est élu au temple de la renommée en 2022, la même année que Jim Kaat avec qui il a joué 12 saisons.